# Gåsabol
Gåsabol är en ödeby i Ödeshögs kommun, Östergötland.
Gåsabol består av 1/4 dels mantal och arealen är 91 hektar. Gåsabol har ingått i Per Brahe den yngres grevskap. Byn gränsar i väster till Gyllinge, i nordväst till Stora Smedstorp, i norr till Svinåsen, i nordost till Havrekullen, i öster till Haddåsen, i sydost till Vantekullen och i söder till Södra Bråten.

## Historik
Från början var Gåsabol en ensam gård. Den uppdelades sedan på fyra gårdar. I dag består Gåsabol av två gårdar. På en karta från 1638 finns tre gårdar, Norrgärdet, Södergärdet och Västergärdet. Ett tiotal åkrar var samlade nära gårdhusen. Tillsammans gav de tre tunnor utsäde. 
1571 fick Anders betala sin tribut till Älvsborgs lösen. Han ägde då ett lispund koppar , en stut, tre kor, två ungnöt, åtta getter, två svin och en häst. En tiondedel av värdet fick han betala enbart för Älvsborgs lösen.
Enligt häradskartan har det funnits tre torp, Ett låg i väster utmed vägen mot Gyllinge. Nästa torp låg utmed vägen mot Haddåsen, österut i nedförsbacken efter byn. Det tredje torpet låg längre fram utmed denna väg, nära gränsen mot Haddåsen.
Kyrkvägen gick sannolikt från Västra Haddåsen, förbi Gåsabol, Stora Smedstorp och genom skogen till Munkeryd. Denna väg var också skolväg.